# Mykoła Kowbasiuk
Mykoła Kowbasiuk (ur. 1817 w Werbiążu Wyżnym, zm. 3 kwietnia 1889 tamże) – ukraiński działacz społeczny, poseł 
Urodził się w chłopskiej rodzinie greckokatolickiej. Chłop, właściciel gospodarstwa rolnego w Wierzbiążu Niżnym w powiecie kołomyjskim. Był członkiem Rady i Wydziału Powiatowej w Kołomyi.
Był posłem Sejmu krajowego Galicji I i II kadencji, wybrany w IV kurii obwodu Kołomyja, z okręgu wyborczego Kołomyja-Gwoździec-Peczeniżyn. Występował głównie w sprawach związanych z serwitutami. W sejmie był członkiem Klubu Ruskiego,  wielokrotnie podkreślał potrzebę nauczania w języku ukraińskim w szkołach Galicji, uważał za konieczne wprowadzenie języka ukraińskiego w administracji galicyjskich instytucji państwowych. 
Był także posłem do austriackiej Rady Państwa I kadencji (2 maja 1861 - 20 września 1865), wybranym przez Sejm z kurii XII – jako delegat z grona posłów wiejskich okręgów: Kołomyja, Horodenka, Kossów, Śniatyń. 
Odznaczony Złotym Krzyżem Zasługi Cywilnej.